# San Domenico Maggiore
San Domenico Maggiore – kościół w Neapolu, na południu Włoch, znajdujący się na placu o tej samej nazwie. Plac jest jednym z najbardziej interesujących w Neapolu i znajduje się na ulicy, popularnie zwanej "Spaccanapoli" (czyli Via Benedetto Croce na znacznej część jego długości) w historycznym centrum Neapolu. Był jedną z trzech głównych ulic na osi wschód-zachód oryginalnego greckiego miasta Neapolis.
W centrum placu znajduje się obelisk, tzw. "słup morowy" zwieńczony posągiem świętego Dominika, założyciela zakonu dominikanów, wzniesiony po zarazie w 1656. Oryginalnym projektantem wieży był neapolitański architekt Cosimo Fanzago. Budowa wieży została rozpoczęta po pladze w 1656 i została ostatecznie zakończona w 1737 za Karola III Burbona.
Kościół San Domenico Maggiore zawiera mniejszy kościół, oryginalny kościół zbudowany na tej stronie w X wieku, San Michele Arcangelo a Morfisa.
Karol II rozpoczął w Neapolu odbudowę nowego kościoła San Domenico Maggiore. Dzieło zostało wykonane między 1283 i 1324, kościół został poddany modyfikacji w ciągu wieków, a w 1670 został przebudowany w stylu barokowym. W XIX wieku kościół przywrócono do pierwotnego projektu gotyckiego.
Klasztor związany z  kościołem zasłynął z czołowych postaci w historii religii i filozofii. Była to oryginalna siedziba Uniwersytetu w Neapolu, gdzie Tomasz z Akwinu, były mnich w San Domenico Maggiore, wrócił do nauczania teologii w 1272. Filozof mnich, Giordano Bruno, mieszkał tutaj.
Artystycznie, najbardziej zauważalną cechą są freski namalowane przez Pietro Cavallini w Kaplicy Brancaccio (1309), opowiadania przedstawiające świętego Jana Ewangelisty, Ukrzyżowanie, opowiadania z Magdaleny, Apostołów Piotra, Pawła i Andrzeja. W XIII wieku krucyfiks mówił do Tomasza z Akwinu. W zakrystii znajduje się seria 45 grobów członków aragońskiej rodziny królewskiej, w tym króla Neapolu Ferdynanda I.